# ラ・マルサ
ラ・マルサ (アラビア語: المرسى Al Marsa) は、チュニジア北東部の、首都チュニスに近い海岸都市である。人口は2006年時点で推計65,742人。植民地時代のチュニジアの夏の首都でもあり、今日では裕福なチュニジア人に人気の保養地となっている。チュニスとはTGMで結ばれている。ガマルタは、ラ・マルサと隣接する海岸沿いの北側の町である。

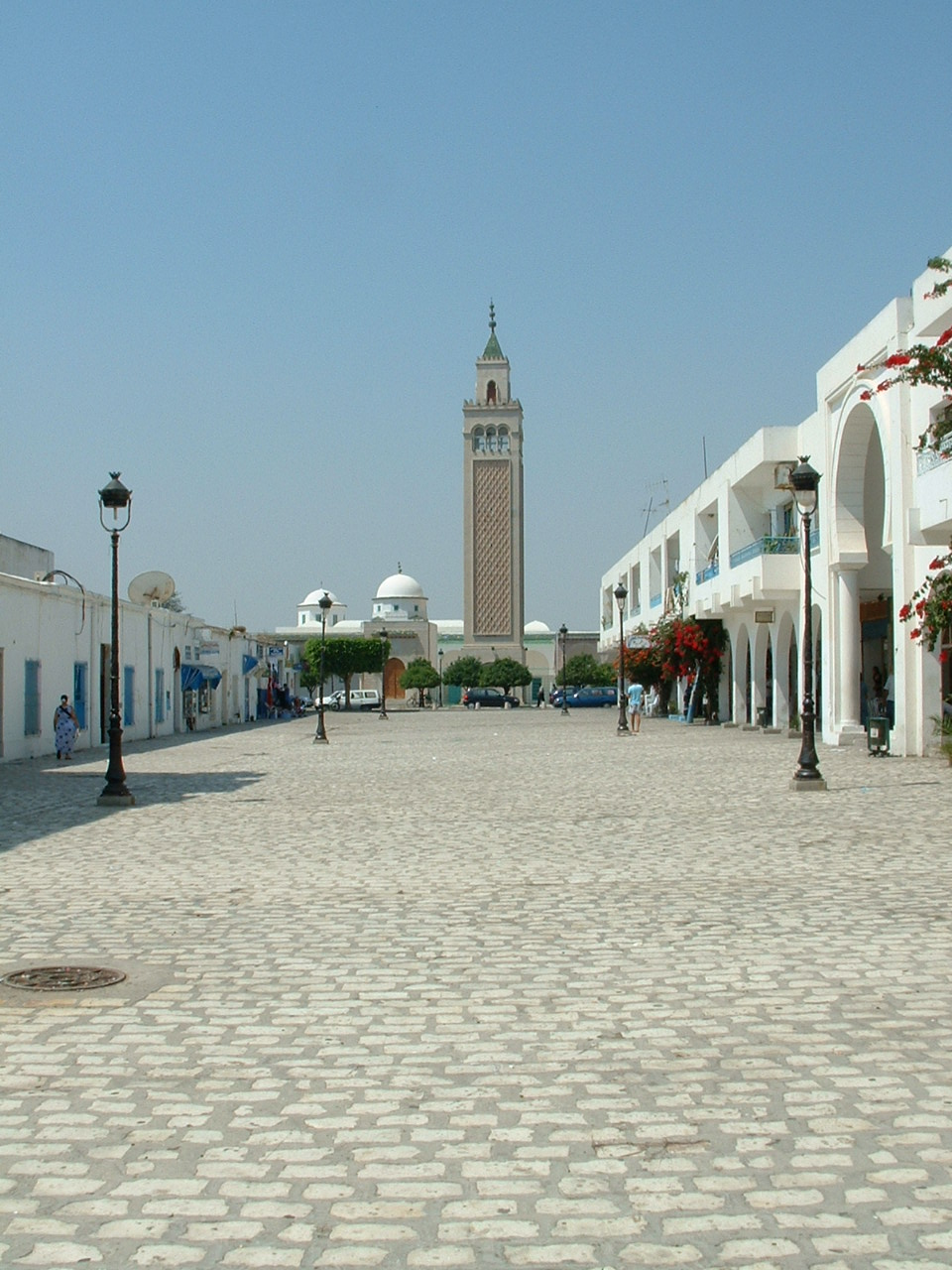
ラ・マルサ

## 歴史
- 古代カルタゴは、現在のチュニジア、チュニス郊外のチュニス湾に面した北アフリカに位置しており、カルタゴのフェルキア人都市国家を中心とするセム族の文明だった。この国は、紀元前814年につくられた。もともとはティロのフェニキア人国家の属国だったカルタゴは、紀元前650年頃に独立を果たし、支配権は、地中海、北アフリカ、現在のスペインまで及んで、紀元前3世紀に終わるまで続いた。都市の重要性としては、西地中海に政治的影響を与え、主要な貿易中継地の1つであった。

- 史上のほとんどでカルタゴは、ギリシャ＝ポエニ戦争、ポエニ戦争という、シチリア島のギリシャやローマ帝国との一連の争いで一定の地位であった。さらに、カルタゴを建設した地域の原住民である気まぐれなベルベル人と取引する必要もあった。第三次ポエニ戦争と最後のポエニ戦争後の紀元前146年には、カルタゴは破壊され、ローマ軍によって占領された。他のフェルキア人都市国家やカルタゴの属国のほぼ全ては、そのとき以来ローマの手に移っている。

## 交通
- チュニス-グレット-マルサ (TGM) は、長さ19 kmの、1,435 mm (4 ft 8 1⁄2 in) 標準軌のライトレールで、首都チュニスとラ・グレットをラ・マルサを経由して結んでいる。

- TGMは、チュニジアで最初の鉄道であり、1872年に完成した。1905年以来TGMとして知られている。これは、チュニス地域の交通システムの一部で、Société des transports de Tunis (Transtu) が経営するチュニスのライトレールである。Transtuは、Société du métro léger de Tunis (SMLT、1981年設立) とSociété nationale de transports (SNT、1963年設立) が合併し、2003年に設立された。

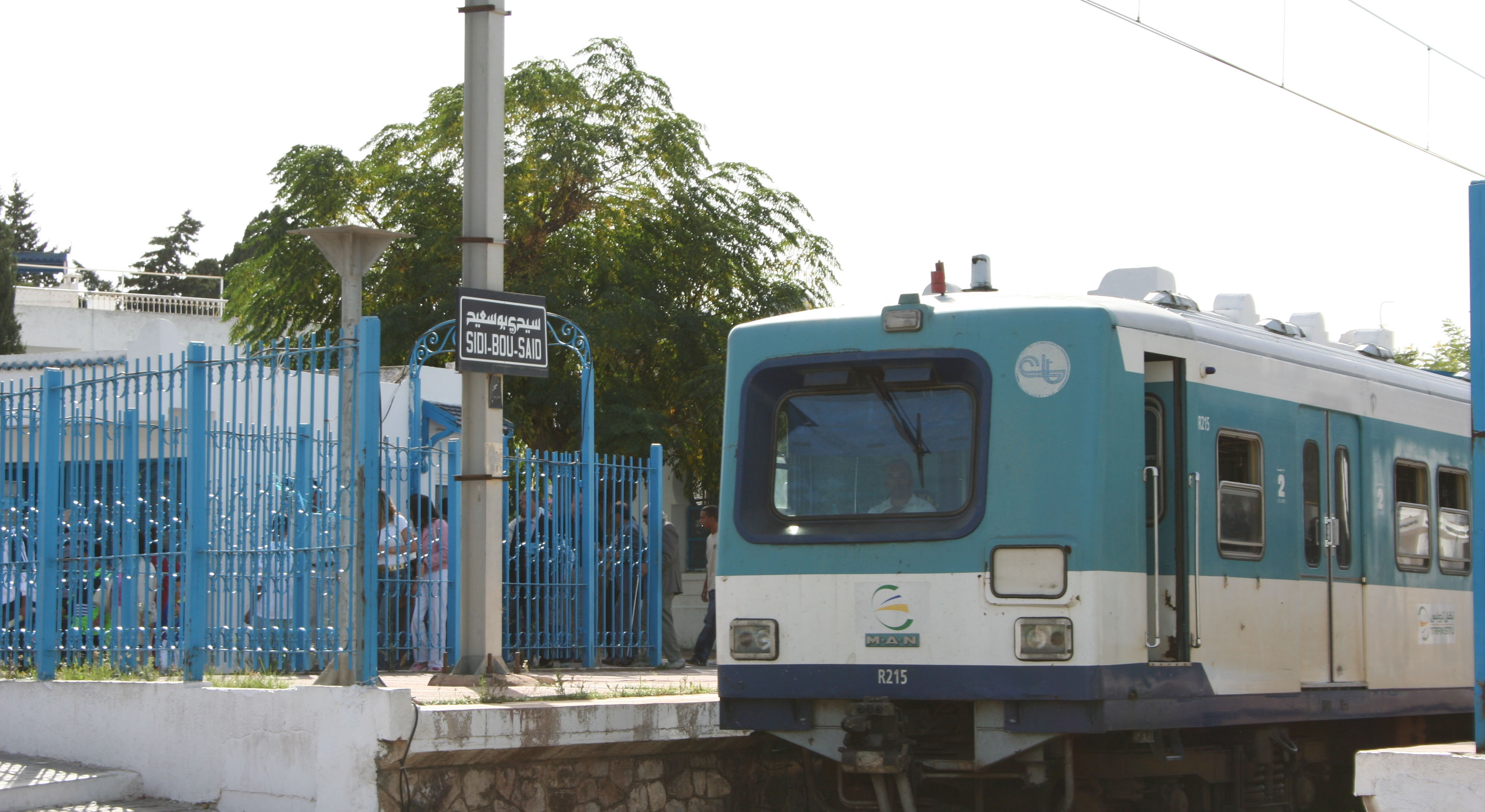
TGM

## スポーツ
- ASマルサ

アヴェニール・スポルティフ・デ・ラ・マルサ (アラビア語:  المستقبل الرياضي بالمرسى, ASM) は、チュニジア、ラ・マルサ出身のサッカークラブである。1924年に設立され、緑と黄色のカラーでプレイしている。ホームグラウンドは定員6,000人のスタッド・アブデラジズ・シュティウィである。クラブ設立時の名称はクラブ・ムスリマン（ムスリム・クラブ）だった。2008年-2009年シーズンに2部リーグへ降格した。
- スタッド・アブデラジズ・シュティウィ

スタッド・アブデラジズ・シュティウィ (アラビア語: ملعب عبدالعزيز شتوي) は、チュニジア、ラ・マルサのサッカースタジアム。スタジアムはASマルサによって使用されている。スタジアムは6,000人を収容できる。